# Jussi Jääskeläinen
Jussi Albert Jääskeläinen (Mikkeli, 19 de abril de 1975) é um ex-futebolista finlandês que atuava como goleiro. Atualmente, é preparador de goleiros no Wrexham.

## Carreira
Jääskeläinen começou sua carreira no MP, de sua cidade natal. Teve ainda uma passagem de uma temporada pelo VPS, também da Finlândia, até chegar ao Bolton Wanderers, em 1997.
Após apenas algumas partidas após sua chegada ao clube inglês, se tornou titular absoluto. Na temporada 2001-02, foi eleito como o melhor goleiro da Premier League inglesa.
É um dos recordistas em jogos disputados pelo Bolton Wanderers na Premier League, completando 500 jogos com a camisa do clube contra o Birmingham, em jogo válido pelas quartas-de-final da FA Cup em março de 2011.
Em 13 de junho de 2012, se transferiu para o West Ham, depois de 15 anos defendendo o Bolton Wanderers. Foram 57 jogos pelo clube londrino pela Premier League e outros 4 pelas Copas nacionais.
Após deixar os Hammers, o goleiro esteve próximo de fechar com o Bradford City, porém assinou com o Wigan Athletic, recém-rebaixado para a League One, num contrato válido por um ano. Porém, aos 41 anos e mantendo seu gol invicto durante 15 partidas, além de conseguir o acesso para a segunda divisão, renovou até 2017. Com o novo rebaixamento dos Latics para a League One em 2016-17, deixou a equipe.

## Aposentadoria na Índia
Em setembro de 2017, aos 42 anos de idade, Jääskeläinen teve sua primeira experiência em um clube não-europeu, ao assinar com o ATK, da I-League. Estreou por sua nova equipe apenas 3 meses depois, contra o Jamshedpur.
Relegado ao banco de reservas, o goleiro rescindiu o contrato e anunciou sua aposentadoria como jogador em janeiro de 2018. No mesmo ano foi nomeado treinador de goleiros do Wrexham, então treinado por Sam Ricketts, com quem jogara no Bolton e que estava "balançando" no cargo. O finlandês, juntamente com Graham Barrow (que trabalhara com Jääskeläinen no Wigan, como técnico interino) e Carl Darlington, treinou a equipe no jogo da segunda fase da Copa da Inglaterra, contra o Newport County. 2 dias depois, Ricketts perderia o emprego.

### Seleção nacional

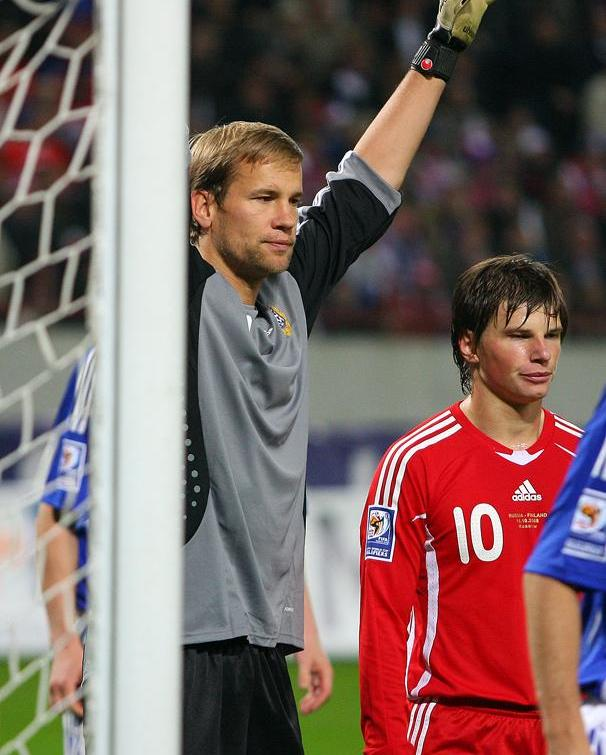
Jääskeläinen e Andrey Arshavin na partida entre Finlândia e Rússia, em 2008.

Pela seleção nacional, atuou entre os anos de 1998 e 2009. Jääskeläinen foi o goleiro reserva de Antti Niemi durante muitos anos na Finlândia. Após a aposentadoria de Niemi da seleção nacional, em 2005, finalmente se tornou o número um da equipe.
Fez sua estréia pela Finlândia numa partida contra Malta, em 25 de março de 1998.
No dia 29 de outubro de 2009, Jääskeläinen anunciou sua aposentadoria da seleção nacional, tendo atuado em 56 partidas pelo seu país. Ao explicar sua decisão, afirmou que fez isso planejando prolongar sua carreira no Bolton Wanderers.